# 牛リブロース

日本における牛肉の部位

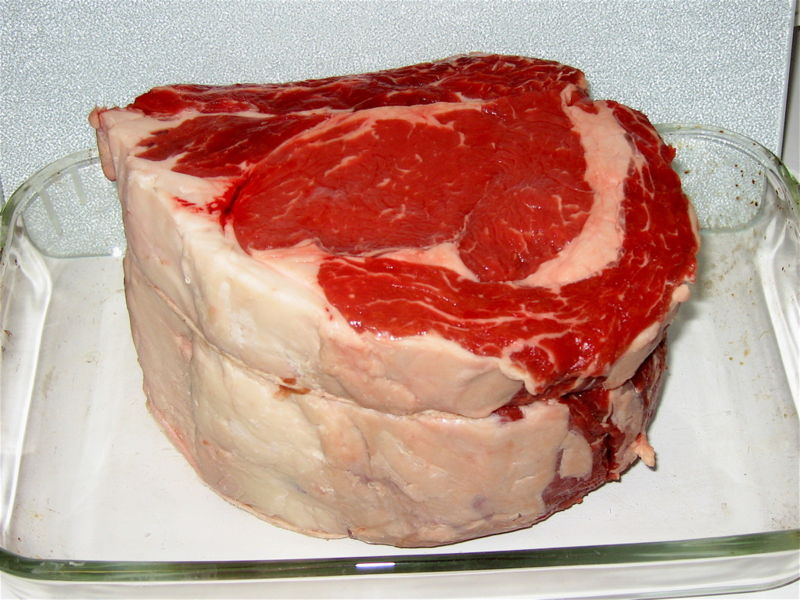
リブロースの例（プライムリブ）

リブロース（rib roast）は、日本における牛肉の部位の1つ。

## 概要
牛肩ロースとサーロインの間に位置する肋骨部の背中になる。一頭の牛からは約10キログラムしか取ることができない。
牛肉の中でも最も厚みのある部位であり、筋も少なく、霜降りになりやすい部位である。ローストビーフやステーキに向く。
英語圏ではスペンサーロール（spencer rol）とも呼ばれる。

## 日本の法律における定義
食肉小売品質基準で定められている部位の1つである。食肉小売品質基準においては、牛かたロース、牛サーロイン、牛ヒレと混成して販売する場合には「牛ロース」の表示となる。
アメリカ合衆国のリブアイロール（ribeye roll）、オーストラリアのキューブロール（cube roll）について、日本への輸入牛肉については、この部位を「リブロース」と表示できる。

## 細分類
リブロースは以下のように細分類される。
リブキャップ
リブロースの上部、背中側の肉。アメリカではリフターミート、日本ではかぶりとも呼ばれる。
リブ芯
リブロースの芯部。リブアイとも呼ばれる。アメリカのリブアイロール、オーストラリアのキューブロールはこの部位である。
マキ
リブ芯に巻きつくように位置する肉。マキロースとも呼ばれる。
エンピツ
リブ芯付近の希少部位。
細長い形をしており鉛筆の先に似ていることからの命名。飲食店ではリブロースなどの一部として提供することもある。